# SESC Guarapari
Sesc Guarapari é um centro turismo social e Lazer localizado na cidade de Guarapari. Pertence a instituição privada Serviço Social do Comércio (Sesc). Ele fica localizado na cidade de Guarapari, no Espírito Santo, no bairro Muquiçaba.

## Infraestrutura
O hotel conta com 547 acomodações, sendo 5 apartamentos para pessoas com deficiência, equipados com TV, frigobar, telefone e ar condicionado. Conta com Academia, Brinquedoteca, Ginásio, Lanchonete, Quadra Esportiva, Restaurante com 2.000 lugares e Parque Aquático.
O SESC Guarapari tem ao todo 105.000 metros quadrados de terreno, com 39.000 de área construída.